# Raid sur Saint-Malo (1693)
Pour les articles homonymes, voir Raid sur Saint-Malo.
Guerre de la Ligue d'Augsbourg
Batailles
- Philippsbourg (1688)
- Sac du Palatinat (1689)
- Baie de Bantry (1689)
- Mayence (1689)
- Walcourt (1689)
- Fleurus (1690)
- Cap Béveziers (1690)
- La Boyne (1690)
- Limerick (1690)
- Staffarda (1690)
- Québec (1690)
- Coni (1691)
- Mons (1691)
- Leuze (1691)
- Aughrim (1691)
- La Hougue (1692)
- Namur (1692)
- Steinkerque (1692)
- Lagos (1693)
- Neerwinden (1693)
- La Marsaille (1693)
- Charleroi (1693)
- Saint-Malo (1693)
- Rivière Ter (1694)
- Camaret (1694)
- Texel (1694)
- Dieppe (1694)
- Bruxelles (1695)
- Namur (1695)
- Dogger Bank (1696)
- Carthagène (1697)
- Barcelone (1697)
- Baie d'Hudson (1697)

Le raid sur Saint-Malo est une descente navale menée par les Anglais à la fin du mois de novembre 1693 contre le port français de Saint-Malo en Bretagne. Après plusieurs jours de bombardement de la cité corsaire, les Anglais lancent un brûlot — resté dans l'histoire sous le nom de « machine infernale » — rempli de poudre à canon et de mitraille contre les remparts de la ville. L'opération échoue et l'attaque ne cause que d'importants dégâts matériels, sans faire de victime côté français.

## La volonté anglaise de détruire Saint-Malo
En 1693, la France est engagée depuis cinq ans dans une lutte victorieuse contre la coalition européenne connue sous le nom de Ligue d'Augsbourg, emmenée par le prince d'Orange, devenu Guillaume III, roi d’Angleterre. Sur mer, la Marine française a essuyé un cuisant échec à La Hougue au printemps 1692, défaite bientôt vengée par la prise du « convoi de Smyrne » un an plus tard au large des côtes du Portugal. La France se tourne alors vers la course et la guerre d'escadre apparaît vite surannée.
Le commerce anglais est alors particulièrement affecté par les corsaires de Saint-Malo (et de Dunkerque). Les Français appellent cette ville « la cité corsaire », mais les Anglais parlent de Saint-Malo, comme d'un « nid de guêpes ». La « course » se pratique de père en fils depuis le IXe siècle. De 1688 à 1697, les registres de l'amirauté anglaise constatent que les corsaires malouins avaient pris aux Anglais et aux Hollandais 162 navires d'escorte et 3 384 bâtiments marchands de toutes tailles.
La cité est la cible toute désignée pour une attaque, Louis XIV ordonne à Vauban en 1689 de renforcer ses fortifications. Il modifie non seulement les remparts de la ville et du château pour y placer de l'artillerie, mais il dessine également les plans de forts positionnés sur les principales îles de la baie. Certaines de ces îles avaient déjà été fortifiées avant 1689, mais Vauban consolide les défenses de la baie afin de protéger la ville d'une attaque anglo-hollandaise.

## Une attaque préparée dans le secret
Pour mettre un terme à ces attaques, une opération est imaginée avec pour objectif de détruire cette place. Pendant deux ans, des ouvriers maintenus au secret dans la Tour de Londres travaillent à la conception d’une nef mystérieuse sous les ordres du prince d'Orange.
Cette « machine infernale » aux voiles noires mesurait 84 pieds (26 m) de long, possédait trois ponts, jaugeait 300 tonneaux et portait 23 canons. Pour mieux s'approcher des côtes il ne calait que 7 pieds. Ses voiles étaient noires et ses flancs gorgés de poudre, de bombes, de paille hachée et de mitraille. Maçonné en dedans, le navire était chargé de barils de poudre, de poix, de soufre, et de 350 carcasses contenant des boulets, des chaînes, des grenades, des canons de pistolets chargés, des toiles goudronnées et autres combustibles.

## Le bombardement anglo-hollandais et l'échec de la «machine infernale»
Le 26 novembre 1693, une flotte anglo-hollandaise de trente à quarante voiles apparaît au large du cap Fréhel. Après avoir bombardé le fort La Latte et l'archipel des Ébihens, elle vient mouiller devant Saint-Malo. Cette flotte comprend dix vaisseaux de ligne de 50 à 60 canons, plusieurs frégates de 20 à 30, des galiotes à bombes, de grosses chaloupes, ainsi que la « machine infernale » destinée à faire sauter la ville corsaire. Cette flotte est commandée par le commodore John Benbow, montant le HMS Norwich (en) (48 canons) et l'ingénieur Thomas Phillips (en).
Le 27 novembre, les Anglais paraissent à la pointe du jour et s'emparent du fort de la Conchée, encore inachevé. Ils font prisonniers 30 ou 40 maçons qui travaillaient alors sur l'édifice et brûlent une remise dans laquelle ces derniers rangeaient leurs outils. Des bombes sont tirées par les Français depuis le fort Royal et la ville, empêchant la flotte de s'approcher comme elle avait pu le faire la veille. Un des boulets coupe le mât d'une galiote alors qu'un autre fracasse la proue d'une seconde. Les tirs anglais reprennent à 21 h (seules 22 bombes sont tirées), puis à nouveau à 5 h le lendemain matin. Les dégâts causés par ces bombardements sont minimes… sur les cinquante à soixante bombes tirées au petit matin, seule une vingtaine atteint la ville. Une maison est touchée, sans prendre feu, quelques toitures sont endommagées et des vitres brisées.
Le 28 au matin, le corsaire malouin Le Maupertuis, paraît à la pointe du cap Fréhel avec une prise hollandaise L'Isabelle, de 300 tonneaux et 21 canons. L'escadre anglaise tente, en arborant le pavillon blanc, couleur du pavillon français, d'arraisonner le malouin qui parvient à s'échapper en abandonnant malgré tout sa prise, qui était moins bonne marcheuse. Le jour-même, le duc de Chaulnes, gouverneur de Bretagne et M. l'Intendant arrivent à Saint-Malo accompagné de plusieurs membres de la noblesse afin d'organiser la défense de la ville. Deux chefs d'escadre, le marquis de Coëtlogon et le marquis d'Infreville, qui se trouvaient à proximité de Saint-Malo se rendent également sur place accompagnés d'une vingtaine d'officiers, la plupart capitaines de vaisseau. Un grand nombre de canonniers et d'officiers d'artillerie sont également appelés en renfort par le duc de Chaulnes. Le 28 novembre, les Anglais débarquent sur l'île de Cézembre sur laquelle il ne restait, dans le monastère, qu'un Père et deux frères récollets, les autres s'étant réfugiés à Saint-Servan. Le soir, le chevalier de Sainte-Maure est envoyé en reconnaissance à bord d'une chaloupe et s'approche très près de la flotte ennemie. Pendant la nuit du 28, plusieurs chaloupes anglaises viennent reconnaître les rochers entourant la ville. Vers 6 h commence un bombardement inoffensif pour la cité.
Le 29 novembre, les Anglais bombardent le Fort Royal. À la nuit tombée, ils lancent la « machine infernale », frégate remplie de matière explosives. Sur son premier pont sont entassés des barils de poudre. Son deuxième pont est bourré de poix, de résine, de goudron et de paille, de 500 bombes et autres vieux canons. Son troisième renferme  des barils d'explosifs. L'objectif défini par le prince d'Orange est la tour Bidouane qui sert alors de poudrière à Saint-Malo. Alors que cette bombe flottante longe la ligne des roches qui va du Fort Royal au bastion de la Reine, la machine est projetée sur un écueil par un violent coup de vent. Elle « s’échoue sur le rocher dit Gros Malo, à environ cinquante pas de sa destination. Ses pilotes n’ont alors d’autre ressource que d’y mettre le feu prématurément et dans de mauvaises conditions, une voie d’eau noyant le pont inférieur. Finalement, l’explosion ne tue que des Anglais qui n’ont pu s’éloigner assez vite. Son souffle secoue la ville, brise de nombreuses vitres, quelques barils incendient une maison mais on ne déplore aucune victime », mis à part, raconte la légende locale, un chat de gouttière, dont le souvenir serait évoqué dans le nom de la rue du Chat-qui-Danse.

## Les suites de l'attaque
Malgré l'échec du plan initial, des dommages considérables sont infligés et les forces commandées par Benbow s'emparent du fort de La Conchée, emportant l'artillerie et les prisonniers à Guernesey. Benbow, insatisfait du résultat de la campagne, fait passer le capitaine Henry Tourville en cour martiale, l'accusant de couardise pour n'avoir pas amené ses navires plus près de Saint-Malo. Ce dernier n'est cependant pas condamné, et il s'avère que ses mortiers étaient défectueux.
Du 14 au 18 juillet 1695, la ville de Saint-Malo supporte un nouveau bombardement de la part d'une flotte anglo-hollandaise de 75 navires commandée par l'amiral Lord Berkeley.

### Sources et bibliographie
en français
- Arthur Le Moyne de La Borderie, Le bombardement et la machine infernale des Anglais contre Saint-Malo en 1693 : récits contemporains, en vers et en prose, avec figures, Nantes, Société des bibliophiles bretons et de l'histoire de Bretagne, 1885, XI-98 p., in-8 (lire en ligne)
- Jean Marmier, « Le bombardement de Saint-Malo vu par le P. Commire (1693) », Annales de Bretagne, t. 80, nos 3-4,‎ 1973, p. 491-498 (lire en ligne)
- Guillaume Lécuillier, « « Quand l’ennemi venait de la mer » », Annales de Bretagne et des Pays de l’Ouest, nos 114-4,‎ 2007 (lire en ligne)

en anglais
- (en) Joseph Allen, Battles of the British Navy, Henry G. Bohn, 1852 (ISBN 0-217-70408-5)
- (en) Leslie Stephen, George Smith, Sidney Lee, Robert Blake, Dictionary of national biography, Smith, Elder, & Co, 1889 (ISBN 0-19-865101-5).